# Jedinstvo Užice
Jedinstvo Užice – serbski, żeński klub siatkarski z Užic założony w 1968 roku.

## Sukcesy
- Mistrzostwo Serbii i Czarnogóry:
  -  1993-94, 1994-95, 1995-96, 1996-97, 1997-98, 1998-99, 1999-00, 2000-01, 2004-05
- Puchar Serbii i Czarnogóry:
  -  1993, 1994, 1996, 1997, 1998, 1999, 2000, 2003